# SEASON (フィッシュマンズの曲)
「SEASON」（シーズン）は、日本のバンドフィッシュマンズの11枚目のシングルである。1996年9月26日発売。発売元はユニバーサルミュージック。

## 概要
- 2006年に映画『THE LONG SEASON REVUE』の主題歌に起用され、「SEASONS (LIFE)」として再発された。
- PV監督は川村賢輔。

## 収録曲
1. SEASON
作詞・作曲：佐藤伸治／編曲：フィッシュマンズ
2. I DUB FISH
作詞・作曲：佐藤伸治／編曲：フィッシュマンズ

### CD
1. SEASON[5:44]
2. I DUB FISH[7:13]
3. LONG SEASON (LIVE/REMIX/VERSION)[10:18]
1997年7月4日渋谷CLUB QUATTROでの音源を山本ムーグがリミックス。

### DVD
1. SEASON[5:41]
2. SEASONAL Report(特典映像)[8:14]

## 収録アルバム

### SEASON
- ライブ『8月の現状』（1998年8月19日）
- ベスト『Aloha Polydor』（1999年6月30日）
- ベスト『空中 ベスト・オブ・フィッシュマンズ』（2005年4月21日）
- ベスト『ゴールデン☆ベスト フィッシュマンズ ～ポリドール・イヤーズ～』（2010年12月8日）

### I DUB FISH
- ベスト『宇宙 ベスト・オブ・フィッシュマンズ』（2005年4月21日）